# Spathius honghuaensis
Spathius honghuaensis är en stekelart som beskrevs av Chen och Shi 2004. Spathius honghuaensis ingår i släktet Spathius och familjen bracksteklar. Inga underarter finns listade i Catalogue of Life.